# 长山头农场
长山头农场，是中华人民共和国宁夏回族自治区中卫市中宁县下辖的一个乡镇级行政单位。

## 行政区划
长山头农场下辖以下地区：
场部社区和场部村。